# (73052) 2002 EL127
(73052) 2002 EL127 – planetoida z pasa głównego asteroid okrążająca Słońce w ciągu 4,35 lat w średniej odległości 2,66 j.a. Odkryta 12 marca 2002 roku.